# De Olhos Bem Fechados
Eyes Wide Shut (bra/prt: De Olhos Bem Fechados) é um filme britano-estadunidense de 1999 dos gêneros drama e suspense, dirigido por Stanley Kubrick, e estrelado por Nicole Kidman e Tom Cruise. É baseado no romance Traumnovelle, de Arthur Schnitzler.
Este é o último filme de Kubrick, que morreu apenas 5 dias depois de mostrar seu corte final do filme para o estúdio.

## Enredo
O Dr. Bill Harford e sua esposa, Alice, são um jovem casal que vive em Nova York. Eles vão para uma festa de Natal feita por um paciente rico, Victor Ziegler. Bill encontra um velho amigo da faculdade de medicina, Nick Nightingale, que agora toca piano profissionalmente. Enquanto um homem húngaro chamado Sandor Szavost tenta pegar Alice, duas jovens modelos tentam tirar Bill para um encontro. Ele é interrompido por um telefonema de seu anfitrião no andar de cima, que tinha tido relações sexuais com Mandy, uma jovem que tem uma overdose. Mandy recupera-se com a ajuda de Bill. Na noite seguinte, em casa, ao fumar cannabis, Alice pergunta se ele teve relações sexuais com as duas meninas. Depois de Bill tranquiliza-la, ela pergunta se ele está sempre com inveja de homens que sentem-se atraídos por ela. Como a discussão se aquece, ele afirma que acha que as mulheres são mais fiéis do que os homens. Ela refuta, dizendo-lhe de uma recente fantasia que ela tinha com um oficial da Marinha que tinham encontrado em um período de férias. Perturbado pela revelação de Alice, Bill é então chamado pela filha de um paciente que acaba de morrer; ele então vai encontra-la. Em sua dor, Marion Nathanson impulsivamente o beija e diz que o ama. Despedindo-a antes de seu noivo Carl chegar, Bill toma uma caminhada. Ele encontra uma prostituta chamada Domino e vai para seu apartamento.
Domino começa a beijar Bill, até que ele é chamado por Alice. Bill paga Domino pelo programa, sem ter relações com ela, e volta a caminhar. Enquanto isso, Nick, no clube de jazz, está terminando seu último set. Bill descobre que Nick tem um compromisso onde ele deve tocar piano com os olhos vendados. Bill o pressiona para obter mais detalhes. Ele descobre que para ganhar o ingresso, é preciso um traje, uma máscara e a senha (que Nick escreve para ele). Bill vai a uma loja de fantasias. Ele oferece ao proprietário, o Sr. Milich, uma generosa quantidade de dinheiro para alugar um traje. Na loja, Milich encontra sua filha adolescente com dois homens japoneses e fica indignado. Bill pega um táxi para a mansão mencionado por Nick. Ele diz a senha e descobre um ritual sexual quase religioso que está ocorrendo. Embora ele esteja mascarado, uma mulher chama Bill e avisa que ele não deve ficar lá, insistindo que ele está em perigo terrível. Eles são interrompidos por um porteiro, que diz a Bill que o motorista de táxi quer falar com ele. No entanto, o porteiro leva-o para a sala do ritual, onde o Mestre de Cerimônia vestindo um manto vermelho confronta Bill com uma pergunta sobre uma segunda senha. Bill diz que esqueceu. O Mestre de Cerimônia insiste que Bill "gentilmente retire a sua máscara", em seguida, suas roupas. A mulher mascarada que tinha tentado avisar Bill agora intervém e insiste que ela deve ser punida no lugar dele. Bill é conduzido para fora da mansão e avisado para não contar a ninguém sobre o que aconteceu lá.
Pouco antes do amanhecer, Bill chega em casa culpado e confuso. Ele encontra Alice chorando alto em seu sono e desperta-a. Enquanto chorava, ela diz a ele de um sonho perturbador em que ela estava fazendo sexo com o oficial naval e muitos outros homens e rindo com a ideia de Bill vê-la com eles. Na manhã seguinte, Bill vai para o hotel de Nick, onde o funcionário da recepção diz para Bill que Nick chegou machucado e assustado algumas horas mais cedo após o retorno com dois homens assustadores. Nick tentou passar um envelope para o funcionário quando eles estavam saindo, mas foi interceptado e Nick foi expulso pelos dois homens. Bill vai para devolver o traje - sem a máscara, que ele guardou mal - e Milich, com sua filha ao seu lado, afirma que ele pode fazer outros favores para Bill "e ele não precisa usar uma fantasia." Os mesmos dois homens japoneses saém; Milich implica a Bill que ele vendeu sua filha para a prostituição. Bill retorna à mansão de campo em seu próprio carro e dá de cara no portão por um homem com uma nota alertando-o para desistir de procurar. Em casa, Bill pensa sobre o sonho de Alice enquanto assiste sua filha.
Bill reconsidera suas ofertas sexuais na noite anterior. Ele primeiro telefona para Marion, mas desliga depois que Carl atende o telefone. Bill, em seguida, vai ao apartamento de Domino com um presente. Sua companheira de quarto Sally está em casa, mas Domino não. Depois de Bill tenta seduzir Sally, ela lhe revela que Domino foi diagnosticada com HIV. Bill sai e vê que um homem está seguindo-o. Depois de ler um artigo de jornal sobre uma rainha de beleza que morreu de uma overdose de drogas, Bill vê o corpo no necrotério e identifica-lo como Mandy. Bill é convocado para a casa de Ziegler, onde ele é confrontado com os acontecimentos da noite anterior. Ziegler foi um dos envolvidos com a orgia no ritual e identificou que Bill tem conexão com Nick. Sua própria posição com a sociedade secreta foi comprometida pela intrusão de Bill, desde que Ziegler recomendou Nick para o trabalho.
Ziegler afirma que ele tinha seguido Bill para sua própria proteção e que as advertências feitas contra ele pela sociedade são destinados apenas para assustá-lo de falar sobre a orgia. Mas ele implica a sociedade que é capaz de agir sobre suas ameaças, dizendo para Bill: "Se eu lhe dissesse seus nomes, eu acho que você não ia dormir tão bem". Bill pergunta sobre a morte de Mandy, a quem Ziegler foi identificar como a mulher mascarada na festa que tinha "sacrificado"-se para impedir a punição de Bill e sobre o desaparecimento de Nick, o tocador piano. Ziegler insiste que Nick está salvo de volta em sua casa em Seattle e a "punição" foi uma farsa pela sociedade secreta para assustar ainda mais Bill, diz também que não tinha nada a ver com a morte de Mandy; ela era uma prostituta e toxicodependente e tinha realmente morrido de uma outra overdose. Bill não sabe se Ziegler está dizendo a verdade, mas ele não diz nada mais e deixa o assunto. Quando ele volta para casa, Bill encontra a máscara alugado em seu travesseiro ao lado de sua esposa dormindo. Ele cai em prantos e decide contar a Alice toda a verdade dos últimos dois dias. Na manhã seguinte, eles vão às compras de Natal com sua filha. Alice comenta que eles deveriam ser gratos de terem sobrevivido, que ela o ama e quer fazer algo o mais rápido possível. Quando Bill pergunta o que ela quer fazer, ela simplesmente diz: "Foder".

## Elenco
- Tom Cruise - Dr. William "Bill" Harford
- Nicole Kidman - Alice Harford
- Sydney Pollack - Victor Ziegler
- Marie Richardson - Marion Nathanson
- Todd Field - Nick Nightingale
- Sky du Mont - Sandor Szavost
- Rade Šerbedžija - Sr. Milich
- Vinessa Shaw - Domino
- Leelee Sobieski - Filha de Milich
- Alan Cumming - Balconista do Hotel
- Leon Vitali - Capuz vermelho Red Cloak
- Julienne Davis - Amanda "Mandy" Curran
- Thomas Gibson - Carl Thomas

## Produção
Kubrick sempre se interessou por um filme estudando relações sexuais, e após ler Traumnovelle, de Arthur Schnitzler, em 1968, pediu para o jornalista e futuro roteirista Jay Cocks comprar os direitos de filmagem. Mesmo tendo cogitado na década de 80 uma adaptação como "comédia de humor negro" estrelando Steve Martin, o projeto só decolou nos anos 90, quando Kubrick contratou o roteirista Frederic Raphael para ajudá-lo na adaptação. O presidente da Warner Bros. sugeriu a Kubrick chamar atores conhecidos para os papéis principais, e o diretor eventualmente chegou em Tom Cruise e na esposa Nicole Kidman para interpretar o casal Hartford.
As filmagens começaram em novembro de 1996. Como Kubrick morava na Inglaterra desde a década de 1970 e possuía medo de avião, a produção foi totalmente filmada no Reino Unido, com uma reconstrução de Nova York sendo criada nos Estúdios Pinewood em Londres. As filmagens se prolongaram devido ao perfeccionismo de Kubrick, que pedia repetidas tomadas e chegava a reescrever páginas do roteiro no mesmo dia de rodá-las, e acabaram apenas em junho de 1998. A duração excessiva acabou afastando duas escolhas originais do elenco, Harvey Keitel e Jennifer Jason Leigh, que mesmo já tendo gravado cenas tiveram de ser substituídos por Sydney Pollack e Marie Richardson. Após terminar as filmagens, Kubrick entrou em um longo processo de pós-produção, e em 2 de Março de 1999 mostrou seu corte final do filme para os executivos da Warner. Cinco dias depois o cineasta morreu enquanto dormia.
Em 23 de novembro de 2023, a cantora e compositora brasileira Marina Sena fez referências diretas ao filme de Stanley no clipe de sua música "Dano Sarrada" do seu segundo álbum de estúdio Vício Inerente.

## Trilha sonora
Jocelyn Pook compôs a música original, mas assim como outras obras de Kubrick De Olhos bem Fechados é notado por seu uso de música clássica.
1. "Musica Ricercata, II" - György Ligeti (versão por Dominic Harlan)
2. "Valsa 2, Suite para Orquestra de Variedades" - Dmitri Shostakovitch (Orquestra Real do Concertgebouw)
3. "Baby Did a Bad Bad Thing" - Chris Isaak
4. "When I Fall in Love" - Victor Silvester
5. "I Got It Bad (And That Ain't Good)" - Oscar Peterson Trio
6. "Naval Officer" - Jocelyn Pook
7. "The Dream" - Jocelyn Pook
8. "Masked Ball" - Jocelyn Pook
9. "Migrations" - Jocelyn Pook Ensemble
10. "If I Had You" - Roy Gerson
11. "Strangers in the Night"  - Peter Hughes
12. "Blame It on My Youth" - Brad Mehldau
13. "Grey Clouds" - Franz Liszt (versão por Dominic Harlan)
14. "Musica Ricerta, II (Reprise)"

## Recepção
Mais de 50 críticos listaram o filme entre os melhores de 1999. No entanto, o público pesquisado pelo CinemaScore deu ao filme uma nota média de "D−" em uma escala de A+ a F.
No consenso do agregador de críticas Rotten Tomatoes diz que "o intenso estudo de Kubrick da psique humana produz uma obra cinematográfica impressionante". Na pontuação onde a equipe do site categoriza as opiniões da  grande mídia e da mídia independente apenas como positivas ou negativas, o filme tem um índice de aprovação de 76% calculado com base em 160 comentários dos críticos. Por comparação, com as mesmas opiniões sendo calculadas usando uma média aritmética ponderada, a nota alcançada é 7,5/10.
Em outro agregador, o Metacritic, que calcula as notas das opiniões usando somente uma média aritmética ponderada de determinados veículos de comunicação em maior parte da grande mídia, tem uma pontuação de 68/100, alcançada com base em 34 avaliações da imprensa anexadas no site, com a indicação de "revisões geralmente favoráveis".

## Premiações
- Indicação ao Globo de Ouro, de Melhor Trilha Sonora[carece de fontes?]
- Indicação ao César, como Melhor Filme Estrangeiro[carece de fontes?]
- Indicação ao Grande Prêmio Cinema Brasil, como Melhor Filme Estrangeiro[carece de fontes?]